# 캐시 그리핀
캐시 그리핀(Kathy Griffin, 1960년 11월 4일 ~ )은 미국의 희극인, 배우이다.

## 출연 작품
- 캐이시 그리핀: 50 & 낫 프레그넌트 (2011)
- 홀패스 - 일주일의 자유 (2011)
- 조앤 리버스: 어 피스 오브 워크 (2010)
- 새미의 어드벤쳐 (2010)
- 슈렉 포에버 (2010)
- 미스터 웜스 - 돈 리클스 프로젝트 (2007)
- 베가스의 총각파티 (2006)
- 스타와 춤을 (2005)
- 디노토피아: 퀘스트 포 더 루비 선스톤 (2005)
- 더 레이트 레이트 쇼 위드 크레이그 퍼거슨 (2005)
- 더티 러브 (2005)
- 러브렉트 (2005)
- 디 어프렌티스 (2004)
- 지미 키멜 라이브! (2003)
- 카슨 데일리 쇼 (2002)
- 런 로니 런 (2002)
- 더 인턴 (2000)
- 디바의 크리스마스 캐롤 (2000)
- 더 레이트 레이트 쇼 위드 크레이그 킬본 (1999)
- 캔트 스탑 댄싱 (1999)
- 별나라에서 온 머펫 (1999)
- 딜버트 (1999)
- 더 데일리 쇼 위드 존 스튜어트 (1996)
- 케이블 가이 (1996)
- 맨발의 경영자 (1995)
- 포 룸 (1995)
- 남자 그리고 여자 (1994)
- 펄프 픽션 (1994)
- 저주의 탄생 (1991)
- 삐에로 파티 (1991)
- 사인필드 (1990)